# Statuenmenhir von Lichessol

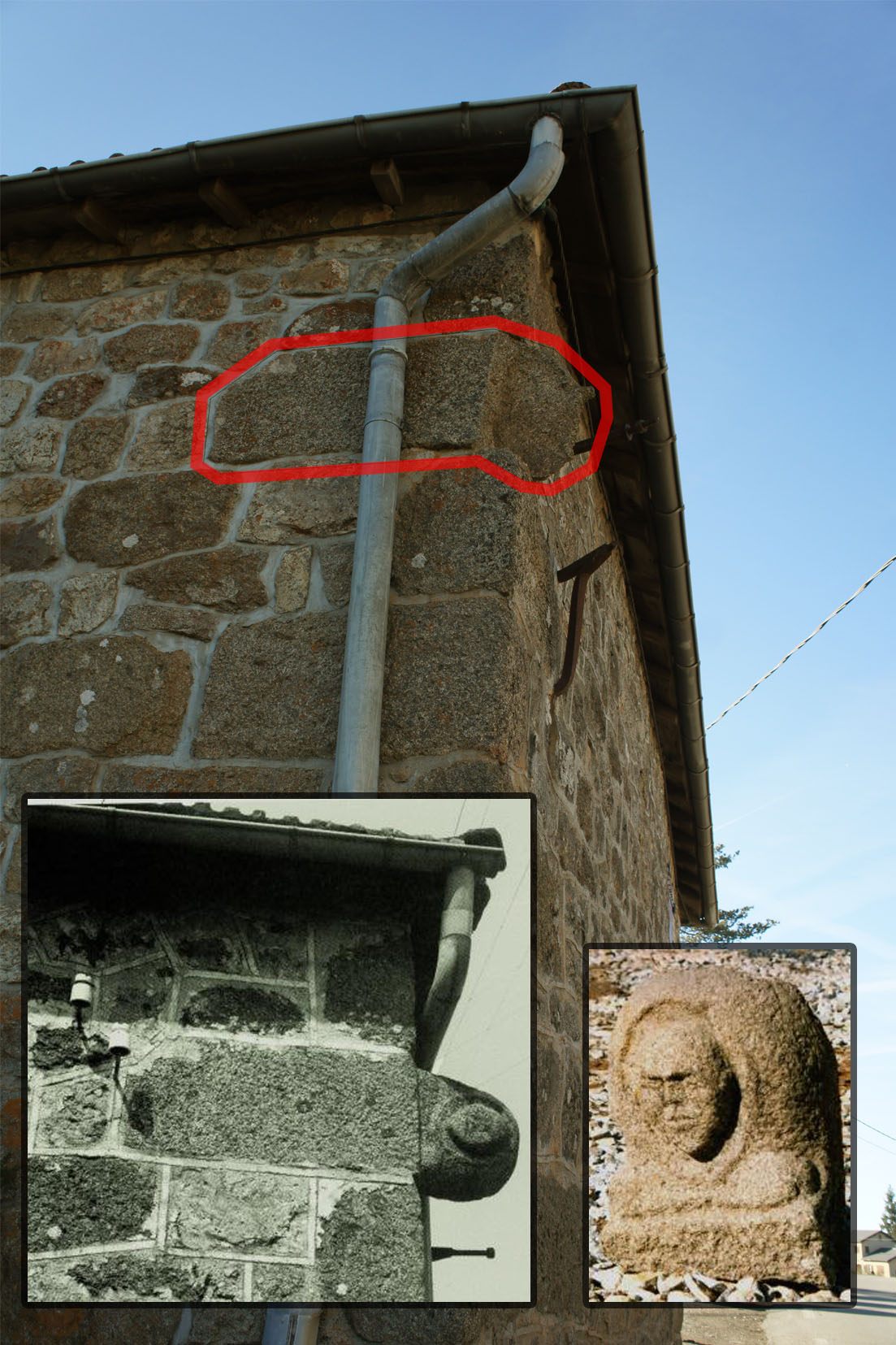
Pseudo Statuenmenhir von Lichessol

Der Statuenmenhir von Lichessol ist ein Statuenmenhir in Saint-Agrève im Département Ardèche in Frankreich. Laut Bertrand le Tourneau könnte es sich um einen Menhir handeln, der einen Gott der Fruchtbarkeit darstellt.
In den 1960er Jahren waren mehrere Prähistoriker an dem Objekt interessiert, dessen ursprünglicher Standort unbekannt ist. Die etwa 1,3 m hohe und 0,40 m breite Skulptur wurde an der Südostecke eines alten Bauernhauses entdeckt und in die Fassade der alten Schule eingebaut. Jean Combier nimmt an, dass der Stein aus der Nähe stammt. Der Prähistoriker Paul Bellin (1931–1987), Autor eines Artikels über „la pseudo statue-menhir de Lichessol près de Saint-Agrève“ (Der Pseudostatuenmenhir von Lichessol bei St. Agrève), hält die Darstellung weder für archaisch noch für naive Kunst und äußert, dass die Skulptur, die lediglich ein Gesicht zeigt, kein Statuenmenhir ist. 
Die Figur wurde 1989 durch den Anprall eines Lastwagens zerbrochen. Der bearbeitete Teil wurde zum Rathaus von Saint-Agrève gebracht, während der restliche Block in der Wand verblieb.
Der Menhir ist seit 1961 als einziger im Département als Monument historique klassifiziert.